# 1976년 아르헨티나 쿠데타

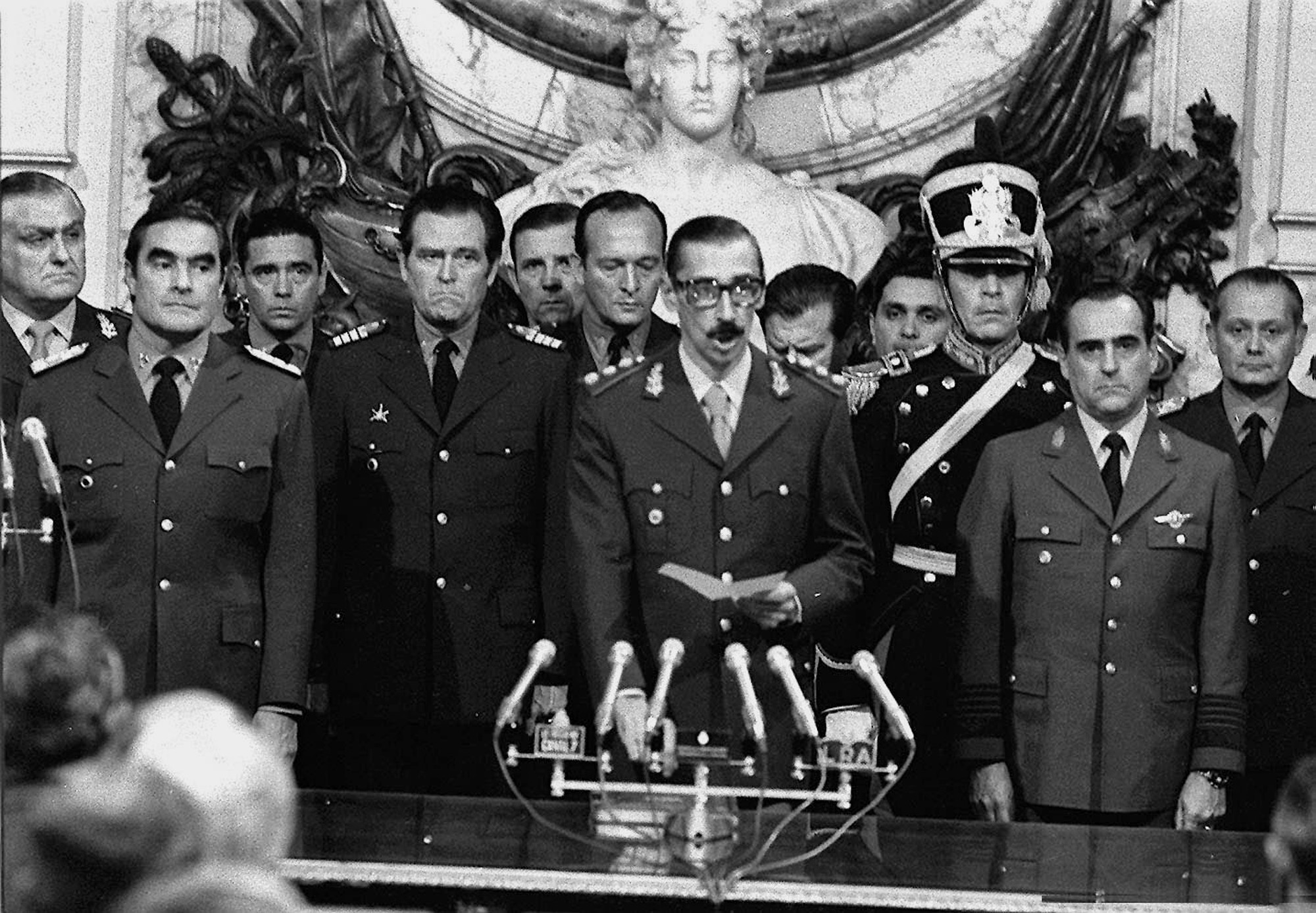

1976년 아르헨티나 쿠데타는 1976년 3월 24일 육군 사령관 호르헤 라파엘 비델라(Jorge Rafael Videla)가 가톨릭 교회의 암묵적인 지원을 얻고 국가위기를 해결한다는 명목하에 일으킨 쿠데타이다.
비델라는 쿠데타 직후 라몬 아고스티(Ramon Agosti) 공군 사령관, 에밀리오 에두아르도 마세라 (Eduardo Emilio Massera) 해군사령관과 함께 군사정권(Junta Militar)을 구성해 의회를 해산하고, 사법부·정당·노동조합의 활동을 중지시켰다. 공식적으로 국가재편성과정이라고 불린 군사정권은 1983년까지 지속했다.
군사 평의회는 집권하는 동안 게릴라단체를 소탕한다는 명분 아래 ‘더러운 전쟁(Guerra sucia)'을 전개해 페론주의자, 노동운동가, 인권운동가 등 정치적 반대파를 잔혹하게 탄압했다. 더러운 전쟁 동안 발생한 실종자 수는 적게는 수천 명에서 최대 3만명으로 추정된다.

## 같이 보기
- 국가재편성과정
- 콘도르 작전
- 호르헤 라파엘 비델라
- 에밀리오 에두아르도 마세라
- 레오폴도 갈티에리
- 더러운 전쟁
- 아르헨티나 반공주의자 동맹
- 몬토네로스
- 이사벨 페론
- 호세 로페스 레가